# Hosby (Dania)
Hosby – miasto w Danii, w regionie Jutlandia Środkowa, w gminie Hedensted.